# Elección al Senado de los Estados Unidos en Oregón de 2022
Las elecciones al Senado de los Estados Unidos de 2022 en Oregón se llevaron a cabo el 8 de noviembre de 2022 para elegir a un miembro del Senado de los Estados Unidos que represente al estado de Oregón.
El actual senador demócrata Ron Wyden se postula para un quinto mandato. La nominada republicana es Jo Rae Perkins. 